# اچ‌ام‌اس بوناونچر (۳۱)
اچ‌ام‌اس بوناونچر (۳۱) (به انگلیسی: HMS Bonaventure (31)) یک زیردریایی است که طول آن ۴۸۵ فوت (۱۴۸ متر) می‌باشد. این زیردریایی در سال ۱۹۳۹ ساخته شد.